# 大洗港
大洗港（おおあらいこう）は、茨城県東茨城郡大洗町に存在する港湾。港則法の適用港である。
港湾法では、2008年12月25日に日立港、常陸那珂港と統合されて茨城港となり、茨城港大洗港区に改められた。

## 歴史
江戸時代から大洗は漁港として栄え、涸沼川河口が海上運搬の拠点として用いられていたが、河口部の水深確保が困難となり、外海部に新港建設が計画された。
1909年（明治42年）から大正初期にかけて、事業費30万円余をかけ「磯浜港」として港湾建設を図ったが、完成間近の1917年（大正6年）に漂砂が堆積し漁船の係留地を失い、応急策として涸沼川の一角に漁港「第二種磯浜港」が建設された。
磯浜築港建設が、漂砂の影響を受けて中断されてから50年余りが経過し、同じ場所に新たな築港計画により産業港が計画された。
昭和30年代より、漁船の大型化もあり港湾を建設しようとする機運が高まり、1958年（昭和33年）12月の地方港湾指定の後1961年（昭和36年）から港湾建設に着手。1964年（昭和39年）に港名を「磯浜港」から「大洗港」に改め、1970年（昭和45年）に大洗港としての第1船が入港し1971年（昭和46年）に第1埠頭、1978年（昭和53年）に第2埠頭が完成。1979年（昭和54年）までには、約80億円の建設費を投じ漁港区が概成された。港湾開発については運輸省やシェル・スタンダードなど海外資本の石油会社から石油基地整備の打診があったほか、材木の需要拡大を踏まえて木材港の整備も検討されたが、観光と関連が深く公害が少ないとの理由から大洗町が長距離フェリー埠頭の整備を決定。
1979年（昭和54年）5月に重要港湾の指定を受けると、長距離フェリー寄港を前提とする港湾計画が策定され、第3埠頭岸壁（喫水8m）の整備に着手。北海道から首都圏の間において従来の房総半島を迂回し約30時間を要する東京港ルートと比較し大洗発着の場合は約20時間と大幅な短縮を見込めることから、1972年（昭和47年）から1982年（昭和57年）にかけて8社が大洗へのフェリー航路を申請し、特に苫小牧と室蘭の間で「苫蘭（止まらん）戦争」とも揶揄される激しい誘致合戦が生じたが、その後1984年（昭和59年）に日本沿海フェリー苫小牧航路と東日本フェリー室蘭航路に免許が下り、1985年（昭和60年）2月にはフェリーターミナルが竣工し3月16日よりカーフェリー航路が就航、首都圏と北海道を結ぶカーフェリー基地として発展した。
1992年（平成4年）7月には、大型クルーザーなど約160隻が保管できる県内初の公共マリーナが供用を開始する。また1993年（平成5年）にはフェリー埠頭の水深7.5mから8mへの拡張やとマリーナ地区を含むレクリエーション地区を0.6ha拡張し3.5haとする変更計画を決定。
1994年（平成6年）には大洗埠頭開発により総工費10.8億円をかけ、フェリーの増便に対応した従来の2倍の規模を持つ新旅客ターミナルビルやボーディングブリッジが10月31日に完成、機能性・快適性・利便性に優れた港となって賑わいをみせている。
また、1995年（平成7年）10月には、大型クルーズ客船も接岸できる第4埠頭が完成し、新たに海洋レクリエーション基地としての機能も高めており、2008年には首都圏初のみなとオアシスに認定された。
旅客港としては、1999年（平成11年）の東京港発着の北海道苫小牧港行き旅客フェリー廃止により、関東地方一円から苫小牧港への徒歩客や団体客、自動車利用客を集め、物流港や漁港の機能も持つとともに、特に夏場の北海道ツーリングの関東地方の拠点であり、また港湾地区にはタワーやアウトレットモールができ、一般人が親しみやすい港湾となっている。
2008年（平成20年）12月25日、港湾法では日立港、常陸那珂港、大洗港の3港が統合されて茨城港となり、茨城港大洗港区に改められた。
2011年（平成23年）3月11日には、東北地方太平洋沖地震により大洗港で巨大渦潮が発生した。これにより港内に大量の土砂が流入し、水深が大幅に減少した。このため、2011年以降に入港する船舶については、喫水制限が設けられている。
2019年（平成31年）3月12日、港一帯がみなとオアシス大洗として、みなとオアシスの認定を受けた。

## 関連施設
- 大洗港フェリーターミナル（第3埠頭）

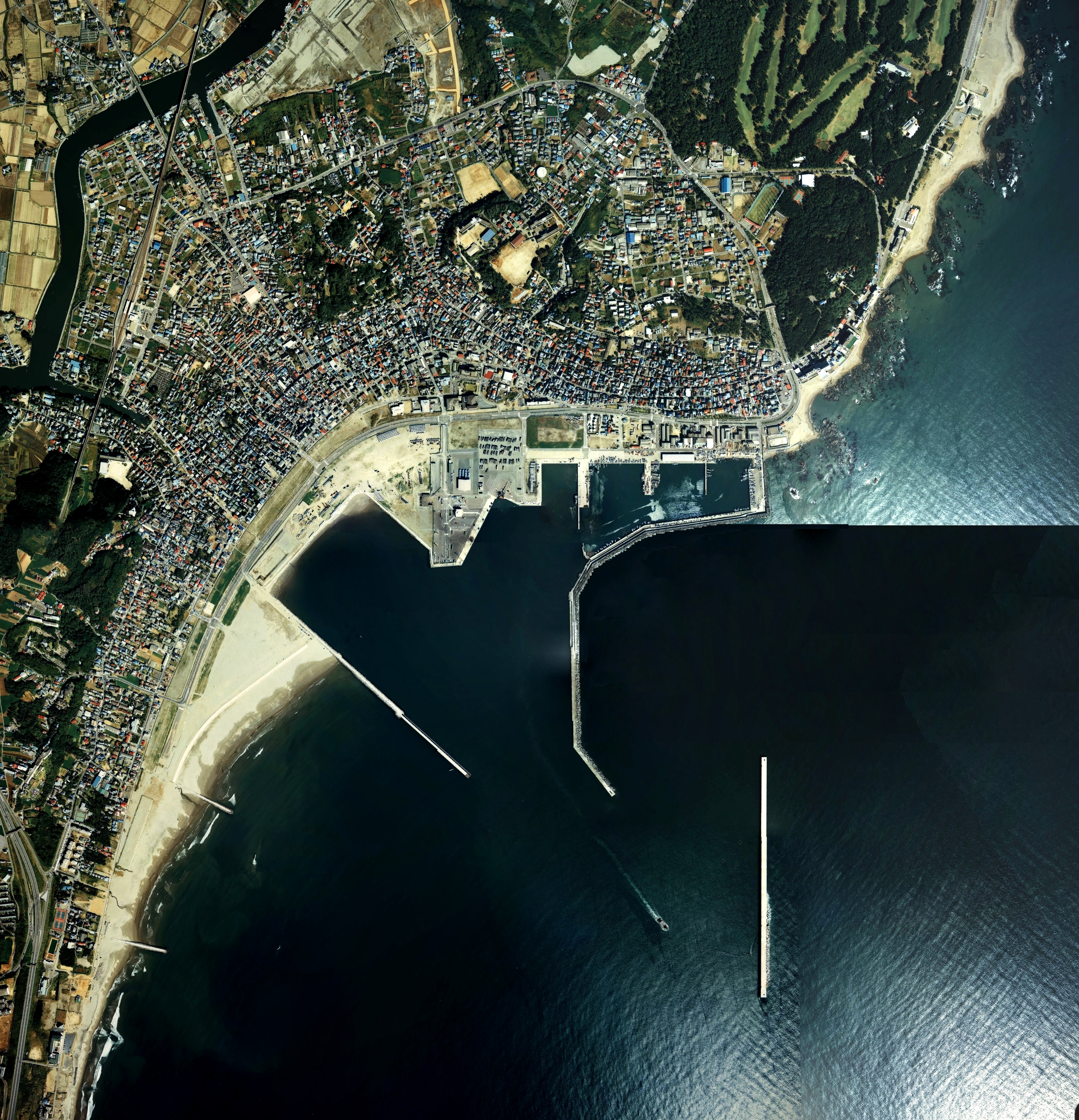
大洗港周辺の空中写真。
1986年撮影の6枚を合成作成。。

  - 大洗埠頭開発ビル（新館 鉄筋コンクリート造3階建て2,695平米[14]）
    - 1階：フェリー会社事務室、発券ロビー[14]
    - 2階：待合室[14]、売店「大洗まいわい市場2号店」[17]（旧レストラン「ポートサイド」）、喫煙室、中央西岸壁バース・大洗港フェリーターミナル方面人道橋
    - 3階：会議室、物流企業オフィス

  - 大洗港フェリーターミナルビル（旧館 鉄筋コンクリート造[18]3階建て 物流企業オフィス・中央東岸壁バース方面人道橋）
- 第4埠頭「イベントバース」
- 茨城県大洗マリーナ（おおあらい海の駅）
- 大洗漁港（水産埠頭）
- 大洗マリンタワー - みなとオアシス認定施設
- 大洗サンビーチ
- 大洗海浜公園
- 大洗わくわく科学館
- 大洗シーサイドステーション

## 定期航路
- カーフェリー

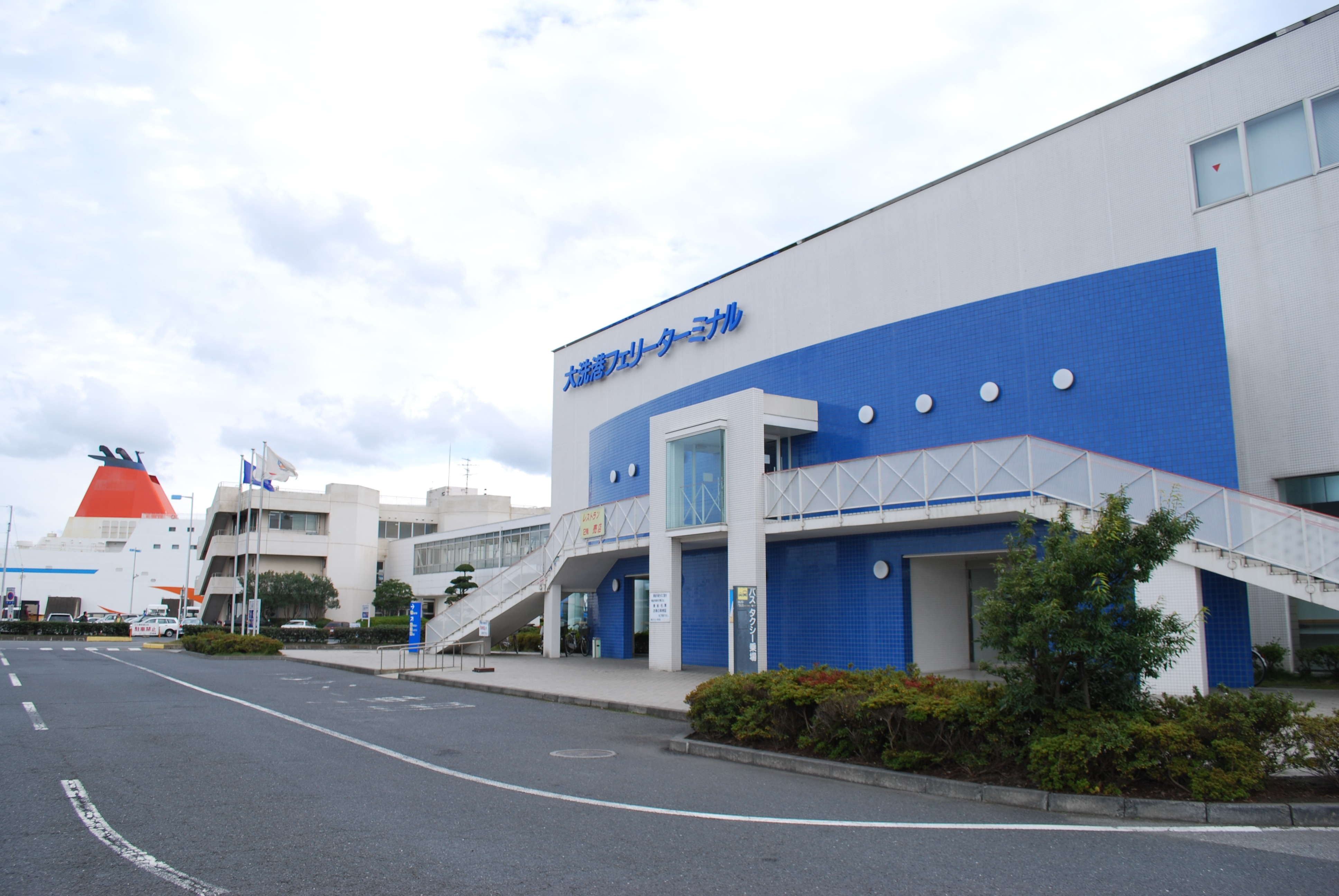
大洗港フェリーターミナル地図

  - 大洗港 - 苫小牧港（日本沿海フェリー→ブルーハイウェイライン→商船三井フェリー→商船三井さんふらわあ 1985年（昭和60年）3月16日 - ）
    - 日曜日発夕方便・月曜発（日曜深夜）深夜便を除き、毎日2便運航。
    - 東バース：夕方便（さんふらわあ さっぽろ・ふらの）、西バース：深夜便（さんふらわあ しれとこ・だいせつ）
    - 2002年（平成14年）6月3日 - 2006年（平成18年）12月30日は、東日本フェリーとの共同運航を実施。

過去の航路
- 大洗港 - 室蘭港（東日本フェリー 1985年（昭和60年）3月16日 - 2002年（平成14年）6月1日）
- 東京港 - 大洗港 - 苫小牧港（ブルーハイウェイライン 1997年（平成9年）9月 - 1999年（平成11年）4月）

## アクセス
自動車
- 国道51号より、大洗サンビーチ入口交差点から県道2号へ分岐する。
- 高速道路の最寄りインターチェンジは東水戸道路・水戸大洗IC。

鉄道
- 鹿島臨海鉄道大洗鹿島線
  - 大洗駅から徒歩かタクシー
- 常磐線・水郡線
  - 水戸駅からバスあるいは上記の大洗鹿島線に乗り換え

バス
- 大洗循環バス「海遊号」各ルート
- 茨城交通 みと号
- 茨城交通路線バス 50系統「大洗派出所前」「大洗フェリーターミナル」下車

2004年から2006年には茨城交通「東京 - 大洗 - 勝田線」が下り便のみ停車。
- 地図  大洗港フェリーターミナル案内